# Object 934
 (juin 2022).
La mise en forme du texte ne suit pas les recommandations de Wikipédia : il faut le « wikifier ».
Les points d'amélioration suivants sont les cas les plus fréquents :
- Les titres sont pré-formatés par le logiciel. Ils ne sont ni en capitales, ni en gras.
- Le texte ne doit pas être écrit en capitales (les noms de famille non plus), ni en gras, ni en italique, ni en « petit »…
- Le gras n'est utilisé que pour surligner le titre de l'article dans l'introduction, une seule fois.
- L'italique est rarement utilisé : mots en langue étrangère, titres d'œuvres, noms de bateaux, etc.
- Les citations ne sont pas en italique mais en corps de texte normal. Elles sont entourées par des guillemets français : « et ».
- Les listes à puces sont à éviter, des paragraphes rédigés étant largement préférés. Les tableaux sont à réserver à la présentation de données structurées (résultats, etc.).
- Les appels de note de bas de page (petits chiffres en exposant, introduits par l'outil «  Source ») sont à placer entre la fin de phrase et le point final[comme ça].
- Les liens internes (vers d'autres articles de Wikipédia) sont à choisir avec parcimonie. Créez des liens vers des articles approfondissant le sujet. Les termes génériques sans rapport avec le sujet sont à éviter, ainsi que les répétitions de liens vers un même terme.
- Les liens externes sont à placer uniquement dans une section « Liens externes », à la fin de l'article. Ces liens sont à choisir avec parcimonie suivant les règles définies. Si un lien sert de source à l'article, son insertion dans le texte est à faire par les notes de bas de page.
- La présentation des références doit suivre les conventions bibliographiques. Il est recommandé d'utiliser les modèles {{Ouvrage}}, {{Chapitre}}, {{Article}}, {{Lien web}} et/ou {{Bibliographie}}. Le mode d'édition visuel peut mettre en forme automatiquement les références.
- Insérer une infobox (cadre d'informations à droite) n'est pas obligatoire pour parachever la mise en page.

Pour une aide détaillée, merci de consulter Aide:Wikification.
Si vous pensez que ces points ont été résolus, vous pouvez retirer ce bandeau et améliorer la mise en forme d'un autre article.
L'Object 934 est un projet de char léger soviétique conçu à l'usine de tracteurs de Volgograd (ru) et en parallèle à l'usine Kurganmashzavod (Usine de machines de Kurgan (ru)) entre 1969 et 1980.

## Développement

### Origine
Le PT-76 se faisant très vieillissant et malgré l'arrivée du BMP-1 qui a rebattu les cartes, le vice-ministre à l'armement Joseph Kotine formule le 4 décembre 1969 un cahier des charges pour un nouveau char léger amphibie destiné à l'armée soviétique et appelle les usines de défenses à réaliser afin un projet répondant à ce cahier des charges.
Il se caractérise par :
1. Une masse inférieure à 15 tonnes
2. Être équipé d'un canon D-33 de 100mm
3. Être équipé d'un lanceur de missiles 9K111 "Fagot"
4. Posséder une mitrailleuse de 12,7mm pouvant tirer sur des cibles aériennes et terrestres
5. Résister à un obus de 23mm
6. Résister à une balle perforante de 12,7mm
7. Résister à une balle perforante de 7,62mm
8. Intégrer le système PAZ ou un équivalent
9. Avoir un rapport d'atténuation des radiations au moins égal à celui du BMP-1
10. Atteindre une vitesse maximum de 70km/h sur terre et 12km/h en baignade
11. Pouvoir rouler sur 700km

Ce cahier des charges est présenté en compétition à diverses usines avec ChTZ (Usine de tracteurs de Tcheliabinsk), VgTZ (Usine de tracteurs de Volgograd (ru)), MMZ (Usine de construction de machines de Mytishchi (ru)) et VNIITransmash (VNII-100).
La soumission du projet doit être remise au troisième trimestre 1970.
I. V. Gavalov qui dirigeait alors le bureau d'étude de l'Usine de tracteurs de Volgograd (ru) (OKB VgTZ (ru)) fut le premier à répondre à l'appel de Joseph Kotine le 28 décembre 1969. I.V. Gavalov va faire pression sur l'exécutif militaire pour réduire les exigences de mobilité ce qui va entraîner une modification du cahier des charges pour les points 10 et 11 avec :
- Doit atteindre une vitesses maximum comprise entre 60km/h et 70km/h et de 10km/h à 12km/h en baignade
- Doit pouvoir rouler sur 600 à 700km

Gavalov dans son rapport présenta deux disposition possibles soit l'Object 934 proposant une disposition standard et similaire à celle du PT-76 soit l'Object 934B qui plaçait les membres d’équipage dans un compartiment unique et blindé.
Les deux ont des masses estimé respectivement de 14,8t et 14,6t pour l'Object 934 et l'Object 934B.
La décision fut rendue le 12 février 1970 où la majorité des propositions de Gavalov furent approuvées pour des études plus approfondies. En parallèle, les forces aéroportées soviétiques (VDV) sont très intéressés sur ce nouveau char léger ajoutant au cahier des charges l'aérotransportabilité.

### Place des chars légers
En 1970 et 1971 de grandes réflexions commandées par différents organes de l'armée conduisirent à une reconsidération du rôle du char léger en union soviétique.
À l’origine l'Object 934 était destiné à remplacer le PT-76 non seulement intrinsèquement mais aussi en calquant la doctrine d'utilisation de celui-ci. Mais les GDV (Forces blindées des VDV) via le général G.I. Pavlovsky place ce futur char dans la section des chars de reconnaissances complètement à l'inverse de la pensée de l'armée de terre soutenu par le ministre de la défense qui le voit comme un char d'appui feu.
De plus, le projet fait partie d'un autre projet visant à unifier les futurs chars légers et véhicules de combat d'infanterie sur un même châssis ce qui dilue encore plus le rôle accordé aux futurs chars légers.
Finalement le futur Object 934 va être considéré par le ministre de la défense comme simple char léger d'appui feu tel prévu à l'origine.

### Avant-projet
L'avant-projet de l'Object 934 se développe en parallèle avec celui de l'Object 788 provenant de ChTZ. Ce même Object 788 qui fut vite remis en question à cause d'un prise de masse excessive portant le char à 17,7 t avec le cahier des charges dépassé.
Du côté de VgTZ (ru), le nouveau bloc moteur comportant un moteur UTD-25 était prévu. Le canon D-58 de 85mm déjà utilisé sur l'ancien remplaçant prometteur du PT-76, l'Object 906, fut aussi proposé en parallèle pour cause d'économie de masse avec le canon D-33 de 100mm du cahier des charges.
Le 10 juin 1971 les différentes proposition de VgTZ (ru) et ChTZ furent analysées et quelques avis ont été donnés ci-dessous (concernant l'Object 934) :
- L'Object 934 ne possède pas de mitrailleuse de 12,7mm
- La masse des véhicules est irréaliste et serait plutôt de 17,5t en acier ce qui le place donc hors du cahier des charges
- L'entièreté du bloc suspension est jugée instable
- L'utilisation du canon D-58 est n'est pas conforme

De ces études résulte définitivement l'intention de créer une nouvelle base unifiée pour le futur char léger et BMP, conjuguant le bloc avant du BMP et le compartiment de combat du Object 934 proposé avec une obligation de comporter le canon D-33 de 100mm avec dorénavant un stabilisateur horizontal affilié.
Le 19 juin 1971 la version standard de l'Object 934 et non la version "B" de VgTZ (ru) est retenue en dépit de l'Object 788 de ChTZ mais il est décidé ultérieurement de confier la suite des travaux à l'OKB ChTZ en excluant les équipes de VgTZ (ru).
De nombreuses discussions sur les nouveaux responsables du projet provoquèrent de multiples retards.
Le 26 juin 1972 est enfin décidé le cahier des charges final et le rôle de chaque acteur pour le projet de nouveau char léger avec respectivement :
- L'usine de construction de machines de Kurgan (ru) : pour le char dans son ensemble
- VgTZ (ru) : pour la version en alliage allégée basée sur les véhicules de l'usine de construction de machines de Kurgan (ru)
- L'usine d'ingénierie lourde de l'Oural : pour le canon D-33
- L'usine d'ingénierie des transports de Barnaoul (ru) et TsNIDI : pour le moteur diesel UTD
- L'usine de tracteurs de Tcheliabinsk : pour le moteur 2V-06
- NIIStali (ru) : pour la protection
- VNIITransmash et NIIDvigateley : pour la coordination entre les usines

Avec comme calendrier : 
- Conception : deuxième trimestre 1973
- Production d'un échantillon prototype : premier trimestre 1974
- Production de tris prototypes pour des tests en usine : quatrième trimestre 1974
- Production de cinq prototypes pour des tests sur le terrain : troisième trimestre 1975

Les délais ne furent pas respectés puis retardés puis juste supprimés.

### Cahier des charges final
À la suite de toutes les discussions et questionnement sur la portée du projet, le cahier des charges final ordonné pour l'Object 934 s'en retrouve grandement changé au fil du temps avec finalement :
1. Une masse inférieure à 16 tonnes
2. Être équipé d'un canon D-33 de 100mm avec stabilisateur horizontal
3. Pouvoir posséder 40 obus dont 10-12 dans le râtelier automatisé pour le canon et 2000 cartouches pour la mitrailleuse
4. Posséder une mitrailleuse de 7,62mm PKT en coaxiale du canon avec stabilisateur horizontal
5. Posséder une mitrailleuse de 12,7mm pouvant opérer face aux cibles aériennes et terrestres
6. Résister aux obus de 23mm à distance de 100m de face à un angle d'attaque de ± 22° pour la coque et ± 35° pour la tourelle
7. Résister à une balle perforante de 12,7mm à une distance de 250m pour la coque à un angle de 65-70°
8. Résister à une balle perforante de 7,62mm à bout pourtant sous tout angles et partout
9. Intégrer le système PAZ ou un équivalent
10. Avoir un rapport d'atténuation des radiations au moins égal à celui du BMP-1
11. Avoir une garde au sol de 450mm
12. Avoir une pression sur chenille de 0,5 à 0,6 kg/cm²
13. Atteindre une vitesses maximum comprise entre 65km/h et 70km/h avec une vitesse moyenne de 45 km/h et de 10km/h en baignade
14. Pouvoir rouler sur 600 à 700km
15. Pouvoir rouler durant 12 à 15 heures avec des conditions optimales
16. Pour entrer dans l'eau avec une pente de 25° maximum
17. Effectuer des révisions entre 10000 et 12000km
18. Garantir un fonctionnement de 5000km

### Direction aléatoire
Fin 1971, l'OKB VgTZ (ru) subit la démission subite d'I.V. Gavalov remplacé par A.V. Shabalin (ru).
En 1974, l'usine de Kourgan (ru) (Kurganmashzavod) subit aussi le même sort avec B.N. Yakovlev qui est remplacé par A.A. Blagonravov pour fautes sur le développement du futur BMP-2 alors Objet 675. En parallèle P.P. Isakov alors designer en chef de ChTZ est transféré à la tête du VNIITransmash cédant alors son poste V.L. Vershinski.
Tous ces changements dans la direction ont apporté une multitude de remises en questions sur les travaux passés avec le nouveau prisme des directeurs ce qui retarde encore plus le projet. De plus les divergences entre Kurganmashzavod (ru) et VgTZ (ru) s'accentuèrent avec le temps ne traitant plus vraiment sur le même char.

### Conception/Construction
Durant l'année 1975 un prototype fut construit et fut testé en usine ce qui confirme la phase de conception.
En avril 1976, avec le changement au poste de ministre de la défense passant de A.A. Grechko à D.F. Ustinov, le projet repris de l'aplomb. De plus, l'OKB VgTZ (ru) commença à se tourner de plus en plus vers une conception en accord avec la volonté du GDV ce qui implique l'installation de suspensions hydropneumatiques permettant une modification de la garde au sol de 400mm en 6 secondes maximum pour simplifier l'installation de parachutes.
Un nouveau moteur 2V-06 d'une puissance de 500ch a été installé à l'initiative de Shabalin à la place de l'UTD-25 ; de leur côté les ingénieurs de Kurganmashzavod (ru) ont choisi ce qui va devenir le futur moteur UTD-29 d'une puissance de 500ch qui va équiper de par la suite le BMP-3.
Le char devait être équipé du canon D-33 de 100mm avec un stabilisateur deux plans 2E43, un frein de bouche double, d'un mécanisme de rechargement et d'éjection des douilles, viseur télémètre laser TPD-K1 et 40 coups maximaux. Une mitrailleuse PKT de 7,62mm était aussi prévue avec 2000 cartouches. Un système de missiles 9K34 Strela-3 avec quatre missiles était aussi prévu.
Le char devait être aussi équipé des systèmes PAZ et PPO pour la protection anti-radiations.
Côté motorisation le moteur 2V-06 était accompagné d'une transmission mécanique avec un engrenage à deux lignes et un mécanisme de rotation ont été installés.
L'avantage certain de l'Object 934 face à ses contemporains est le facteur de l'aérotransportabilité qui est respecté.
Pour l'aspect théorique de déplacement lors de la baignade le char présentait une vitesse de 10,6km/h et disposait alors de capacités similaires et mêmes supérieurs au PT-76. Ces capacités vont amener à une performance de 1,22 à 1,3 fois supérieure au PT-76.

### Problème avec le groupe moteur
À la suite du choix du moteur 2V-06 pour l'Object 934 un cadre du VNIITransmash propose le moteur UTD-29 mais des études comparatives ont démontré la supériorité du moteur 2V-06 face à l'UTD-29 notamment avec un démarrage en températures faibles possible, une résistance au choc supérieure, un accès plus simple pour la réparation, une rigidité supérieure empêchant les déformations, etc.
Cependant la capacité de suralimentation sur l'UTD-29 était selon son concepteur B.G. Egorov (usine d'ingénierie des transports de Barnaoul (ru)) nettement supérieure pouvant atteindre au maximum 1000 ch alors que le 2V-06 de V.I. Butov (usine de tracteurs de Tcheliabinsk) ne pouvait pas dépasser les 600ch.
Le moteur n'étant pas le seul élément du groupe moteur la modularité avec la transmission fut aussi discutée d'une part le 2V-06 n'avait pas de transmission affiliée et cette transmission n’apparaîtra que 3 ans et demi plus tard; d'autre part l'UTD-29 avait déjà une transmission issue de son prédécesseur l'UTD-20.
L'intérêt productif de ces moteurs fut aussi très important avec l'intégration possible dans d'autres domaines que les chars légers (char de combat principal ou domaine civil). Le 2V-06 étant encore au stade de projet alors que l'UTD-29 était déjà fabriqué, que la famille UTD était déjà largement reconnue dans divers domaines et que la production de masse de ces derniers était possible directement à Barnaoul. La capacité de production est donc clairement favorable aux UTD-29.
Finalement les deux moteurs vont rester à l'étude et vont être utilisés respectivement pour l'Object 934 et l'Object 685 avec un 2V-06 et un UTD-29.
L'UTD-29 va équiper le futur Object 688 version de transport de troupe de l'Object 685, Object 688 (ru) qui deviendra BMP-3 via sa version Object 688M.
La transmission développée à Kourgan fut très vite saluée par rapport à celle de Volgograd.

### Suite et fin du développement
Un test comparatif a démontré que l'Object 685 de Kourgan était supérieur à l'Object 934 dans plusieurs aspects comme notamment une masse plus légère de 430 kg.
L'idée d'une unification des blindés légers a rencontrée beaucoup de problèmes avec le temps remettant grandement en cause sa viabilité, une réunion censée apporter des réponses à ces problématiques devait être portée à Moscou en décembre 1979 mais le 25 décembre 1979 l'invasion soviétique de l’Afghanistan a parachuté tous les hauts responsables militaires à Kaboul reportant par conséquent la réunion.
Le 21 février 1980 la réunion se déroule et tire des conséquences vivement débattues qui place définitivement le projet d'unification dans une impasse certaine.
Yu.M.Potapov alors représentant du ministère de la défense affirme après la réunion qu'avec l'apparition de l'Object 688 et sa grand potentiel, l'intérêt d'un char léger devient inutile face au véhicule de combat d'infanterie, Object 688 (ru) (futur BMP-3).
De ce fait le projet d'unification des véhicules légers est annihiler au profit du simple véhicule de support d'infanterie par conséquent les projets Object 934 et 685 sont stoppés nets avec trois prototypes construits et des travaux encore prometteur.

### Renaissance
Avec la demande d'un canon automoteur aéroporté conçu par TsNIITotchMach, l'Object 934 répondait globalement aux exigences du VDV et subit quelques modifications notamment l'ajout d'un canon de 125mm.
Il fut nommé sous le nom de 2S25 Sprut-SD et est produit actuellement à l'usine VgTZ (ru).

## Armement

### Principal
L'armement principal est le canon de 100mm D-33 (2A48 selon la classification GRAU)  stabilisé avec 40 coups pesant 600 kg de moins que D-10T standard.

### Secondaire
Le char est équipé d'une mitrailleuse de 7,62mm avec 2000 cartouches PKT.
Le char peut accueillir aussi quatre missiles 9K34 Strela-3.

### Rechargement
L'Object 934 est équipé d'un mécanisme de rechargement automatique.

## Mobilité

### Moteur
L'Object 934 est équipé d'un moteur 2V-06 à 10 cylindres qui pouvait atteindre une vitesse maximal de 70 km/h sur route avec une autonomie de 600km.

### Transmission
Le véhicule présente une transmission mécanique avec une boîte de vitesses et un mécanisme de rotation à deux lignes.

## Blindage
Le véhicule peut résister à un obus de 23 mm de face, une balle de 12,7 mm de face et une balle de 7,62 mm de tous côtés.

## Variantes
- Object 934 : Version aboutie avec une disposition standard de l'équipage similaire à celle du PT-76.

- Object 934B : Versions avec disposition de l'équipage dans un compartiment spécial[1].

## Véhicules dérivés
- Object 937 : Prototype de véhicule de combat d'infanterie aéroporté.
- Object 940 (ru) : Prototype de véhicule de commandement et d’état-major "Potok-4".
- Object 950 : Futur BMD-3.
- Object 952 : 2S25.
- Object 953 : Prototype de véhicule anti-aérien automoteur.
- 2S21 "Obzhimka" : Prototype de mortier automoteur de calibre 120mm visant à remplacer le 2S9.
- "Vika" : Prototype de mortier automoteur de calibre 152mm.
- Véhicule de soutien de char sur châssis de l'Object 934.

## Développements parallèles
- Object 788 : Char léger provenant de l'usine de tracteurs de Tcheliabinsk.
- Object 685 : Char léger provenant de Kurganmashzavod (ru).